# Esquay-Notre-Dame
Esquay-Notre-Dame (ɛ.kɛ.nɔ.tʁə.damⓘ) es una población y comuna francesa, situada en la región de Baja Normandía, departamento de Calvados, en el distrito de Caen y cantón de Évrecy.

## Demografía
| 252 | 290 | 383 | 571 | 728 | 907 |
| Para los censos de 1962 a 1999 la población legal corresponde a la población sin duplicidades (Fuente: INSEE [Consultar]) |     |     |     |     |     |